# Giselasee

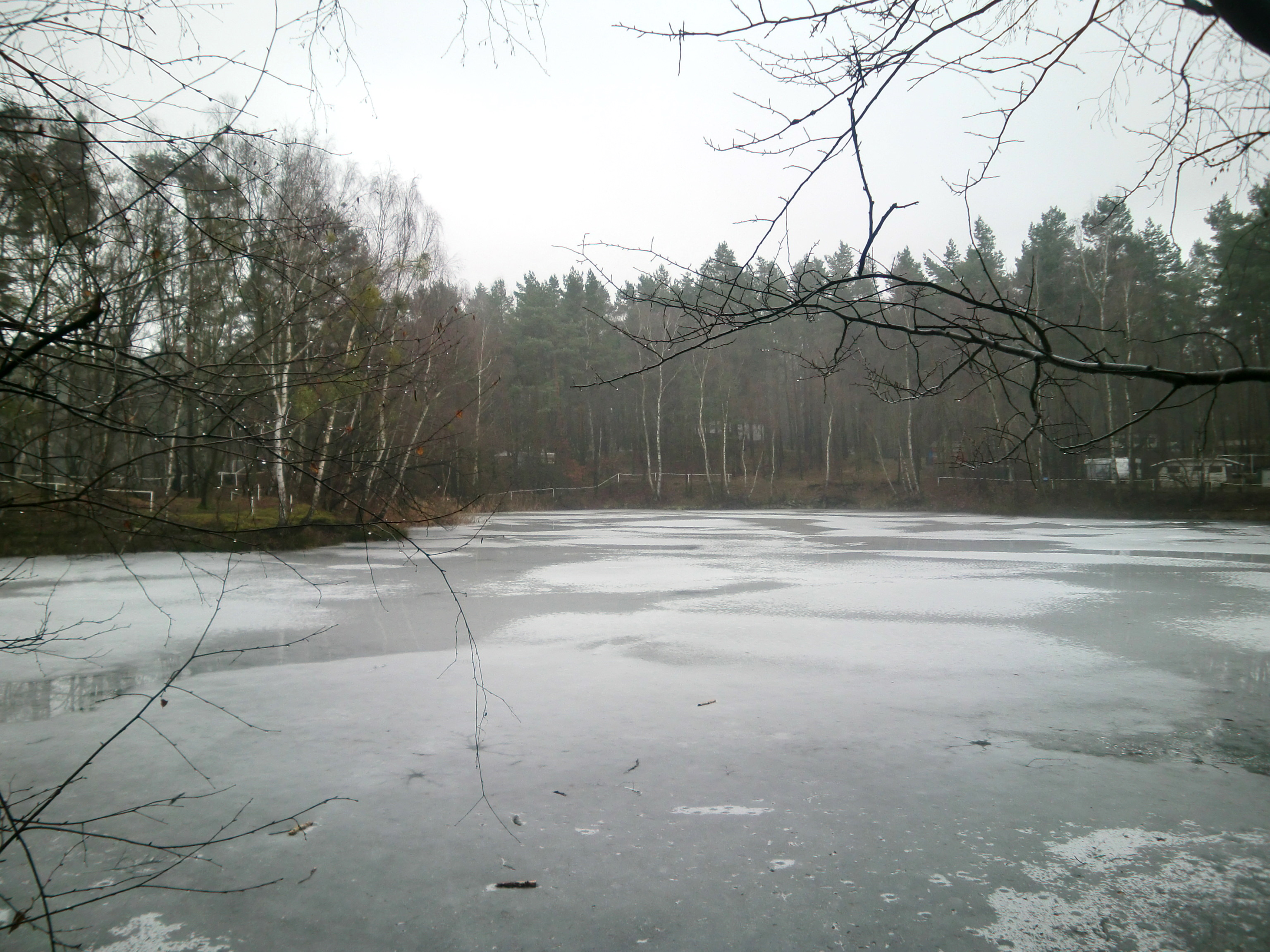
Zugefrorener Giselasee

Der Giselasee ist ein See östlich des zu Schönebeck (Elbe) gehörenden Dorfes Plötzky in Sachsen-Anhalt. In der näheren Umgebung befinden sich diverse weitere kleine Seen. Nur wenige Meter östlich liegt der Edersee.
Der von Wald umgebene See entstand infolge des Abbaus von Quarzitgestein. Im Jahr 1923 wurde der Abbau jedoch eingestellt. Der in der Gemarkung von Plötzky liegende See erreicht eine Tiefe von bis zu 20 Metern und hat eine Oberfläche von etwa 5600 m². In der Umgebung des Sees entstand ein Naherholungsgebiet, welches vor allem von Dauercamping und Laubengrundstücken geprägt wird.
Koordinaten: 52° 3′ 15″ N, 11° 48′ 56″ O